# Anticipation (datorspel)
Anticipation är ett NES-spel utvecklat av Rare och utgivet 1988.

## Handling
Datorn ritar långsamt en bild, och det gäller att så snabbt som möjligt gissa vad bilden föreställer.

### Fotnoter
1. 1 2  ”Anticipation”. NES DB. 1 mars 1983. Arkiverad från originalet den 2 maj 2014. https://web.archive.org/web/20140502003311/http://www.nesdb.se/game_more.php?id=74&rid=1. Läst 30 april 2014.